# Elezioni governatoriali negli Stati Uniti d'America del 2018
Le elezioni governatoriali negli Stati Uniti d'America del 2018 si sono tenute il 6 novembre e insieme alle elezioni parlamentari hanno costituito le cosiddette elezioni di metà mandato (Midterm Elections) a metà del mandato del presidente Donald Trump. Sono stati eletti i governatori di 36 Stati su 50 e quelli di 3 territori non incorporati oltre al sindaco di Washington, che fa da governatore del distretto. Le ultime elezioni governatoriali regolari per tutti questi stati, tranne tre, si erano tenute nel 2014. I governatori del New Hampshire e del Vermont vengono eletti ogni due anni, pertanto le elezioni più recenti in questi stati si erano tenute nel 2016. In Oregon si era tenuta un'elezione speciale nel 2016 per sostituire il governatore dimissionario.
Molti degli stati in cui si sono tenute le elezioni hanno limiti di mandato, il che rende alcuni governatori che già hanno ricoperto la carica ineleggibili. Due governatori democratici erano in questa situazione, mentre sei governatori democratici erano rieleggibili. Tra i repubblicani, dodici erano ineleggibili per un ulteriore mandato, mentre undici potevano essere rieletti. Un governatore indipendente era rieleggibile.
Le elezioni si sono tenute in 26 dei 33 stati con governatori repubblicani, in 9 dei 16 stati con governatori democratici, in 1 stato (Alaska) con governatore indipendente, in 2 territori (Guam e Isole Marianne) con governatori repubblicani e 1 territorio (Isole Vergini Americane) con governatore indipendente. I governatori in carica che si sono ricandidati includevano 14 repubblicani, 5 democratici e 1 indipendente. I governatori dei territori che si sono ricandidati comprendevano un repubblicano ed un indipendente. Anche il sindaco democratico di Washington (Distretto di Columbia) si è ripresentato alle elezioni.
I democratici hanno conquistato 7 governatori che in precedenza erano stati ottenuti dai repubblicani; i repubblicani hanno conquistato uno stato che era governato da un indipendente.

## Stati
| Stato            | Governatore uscente | Governatore uscente         | Democratici                    | Repubblicani                                                                                 | Altri                                                                 | Governatore eletto         | Governatore eletto |
| ---------------- | ------------------- | --------------------------- | ------------------------------ | -------------------------------------------------------------------------------------------- | --------------------------------------------------------------------- | -------------------------- | ------------------ |
| Alabama          |                     | Kay Ivey (R)                | Walt Maddox - 40,4%            | Kay Ivey - 59,5%                                                                             |                                                                       |                            | Kay Ivey (R)       |
| Alaska           |                     | Bill Walker (I)             | Mark Begich - 44,4%            | Mike Dunleavy - 51,4%                                                                        | Bill Walker (I) - 2,0% William Toien (L) - 1,9%                       | Mike Dunleavy (R)          |                    |
| Arizona          |                     | Doug Ducey (R)              | David Garcia - 41,8%           | Doug Ducey - 56,0%                                                                           | Angel Torres (V) - 2,1%                                               | Doug Ducey (R)             |                    |
| Arkansas         | Asa Hutchinson (R)  | Jared Henderson - 31,8%     | Asa Hutchinson - 65,3%         | Mark West (L) - 2,9%                                                                         | Asa Hutchinson (R)                                                    |                            |                    |
| California       |                     | Jerry Brown (D)             | Gavin Newsom - 61,9%           | John H. Cox - 38,1%                                                                          |                                                                       |                            | Gavin Newsom (D)   |
| Carolina del Sud |                     | Henry McMaster (R)          | James Smith - 45,9%            | Henry McMaster - 54,0%                                                                       |                                                                       |                            | Henry McMaster (R) |
| Colorado         |                     | John Hickenlooper (D)       | Jared Polis - 53,4%            | Walker Stapleton - 42,8%                                                                     | Scott Helker (L) - 2,7% Bill Hammons - 1,0%                           |                            | Jared Polis (D)    |
| Connecticut      |                     | Dan Malloy (D)              | Ned Lamont - 49,4%             | Bob Stefanowski - 46,2%                                                                      | Oz Griebel (I) - 3,9%                                                 | Ned Lamont (D)             |                    |
| Dakota del Sud   |                     | Dennis Daugaard (R)         | Billie Sutton - 47,6%          | Kristi Noem - 51,0%                                                                          | Kurt Evans (L) - 1,4%                                                 |                            | Kristi Noem (R)    |
| Florida          | Rick Scott (R)      | Andrew Gillum - 49,2%       | Ron DeSantis - 49,6%           |                                                                                              | Ron DeSantis (R)                                                      |                            |                    |
| Georgia          | Nathan Deal (R)     | Stacey Abrams - 48,8%       | Brian Kemp - 50,2%             |                                                                                              | Brian Kemp (R)                                                        |                            |                    |
| Hawaii           |                     | David Ige (D)               | David Ige - 62,7%              | Andria Tupola - 33,7%                                                                        | Jim Brewer (V) - 2,6% Terrence Teruya - 1,0%                          |                            | David Ige (D)      |
| Idaho            |                     | Butch Otter (R)             | Paulette Jordan - 38,2%        | Brad Little - 59,8%                                                                          | Bev Boeck (L) - 1,1% Walter L. Bayes (C) - 1,0%                       |                            | Brad Little (R)    |
| Illinois         | Bruce Rauner (R)    | J. B. Pritzker - 54,5%      | Bruce Rauner - 38,8%           | Sam McCann (C) - 4,2% Kash Jackson (L) - 2,4%                                                |                                                                       | J. B. Pritzker (D)         |                    |
| Iowa             | Kim Reynolds (R)    | Fred Hubbell - 47,5%        | Kim Reynolds - 50,3%           | Jake Porter (L) - 1,6%                                                                       |                                                                       | Kim Reynolds (R)           |                    |
| Kansas           | Jeff Colyer (R)     | Laura Kelly - 48,0%         | Kris Kobach - 43,0%            | Greg Orman (I) - 6,5% Jeff Caldwell (L) - 1,9%                                               |                                                                       | Laura Kelly (D)            |                    |
| Maine            | Paul LePage (R)     | Janet Mills - 50,9%         | Shawn Moody - 43,2%            | Terry Hayes (I) - 5,9%                                                                       | Janet Mills (D)                                                       |                            |                    |
| Maryland         | Larry Hogan (R)     | Ben Jealous - 43,5%         | Larry Hogan - 55,3%            |                                                                                              |                                                                       | Larry Hogan (R)            |                    |
| Massachusetts    | Charlie Baker (R)   | Jay Gonzalez - 33,1%        | Charlie Baker - 66,6%          |                                                                                              | Charlie Baker (R)                                                     |                            |                    |
| Michigan         | Rick Snyder (R)     | Gretchen Whitmer - 53,3%    | Bill Schuette - 43,7%          | Bill Gelineau (L) - 1,3%                                                                     |                                                                       | Gretchen Whitmer (D)       |                    |
| Minnesota        |                     | Mark Dayton (D-DFL)         | Tim Walz - 53,8%               | Jeff Johnson - 42,4%                                                                         | Chris Wright - 2,6% Josh Welter (L) - 1,0%                            | Tim Walz (D-DFL)           |                    |
| Nebraska         |                     | Pete Ricketts (R)           | Bob Krist - 41,0%              | Pete Ricketts - 59,0%                                                                        |                                                                       |                            | Pete Ricketts (R)  |
| Nevada           | Brian Sandoval (R)  | Steve Sisolak - 49,4%       | Adam Laxalt - 45,3%            | Nessun candidato - 1,9% Ryan C. Bundy (I) - 1,4% Russell Best - 1,0%                         |                                                                       | Steve Sisolak (D)          |                    |
| New Hampshire    | Chris Sununu (R)    | Molly Kelly - 45,7%         | Chris Sununu - 52,8%           | Jilletta Jarvis (L) - 1,4%                                                                   |                                                                       | Chris Sununu (R)           |                    |
| New York         |                     | Andrew Cuomo (D)            | Andrew Cuomo - 59,6%           | Marcus Molinaro - 36,2%                                                                      | Howie Hawkins (V) - 1,7% Larry Sharpe (L) - 1,6%                      |                            | Andrew Cuomo (D)   |
| Nuovo Messico    |                     | Susana Martinez (R)         | Michelle Lujan Grisham - 57,2% | Steve Pearce - 42,8%                                                                         |                                                                       | Michelle Lujan Grisham (D) |                    |
| Ohio             | John Kasich (R)     | Richard Cordray - 46,7%     | Mike DeWine - 50,4%            | Travis Irvine (L) - 1,8% Constance Gadell-Newton (V) - 1,1%                                  |                                                                       | Mike DeWine (R)            |                    |
| Oklahoma         | Mary Fallin (R)     | Drew Edmondson - 42,2%      | Kevin Stitt - 54,3%            | Chris Powell (L) - 3,4%                                                                      | Kevin Stitt (R)                                                       |                            |                    |
| Oregon           |                     | Kate Brown (D)              | Kate Brown - 50,0%             | Knute Buehler - 43,6%                                                                        | Patrick Starnes (I) - 2,9% Nick Chen (L) - 1,5% Aaron Auer (C) - 1,1% |                            | Kate Brown (D)     |
| Pennsylvania     | Tom Wolf (D)        | Tom Wolf - 57,6%            | Scott Wagner - 40,7%           | Ken Krawchuk (L) - 1,0%                                                                      | Tom Wolf (D)                                                          |                            |                    |
| Rhode Island     | Gina Raimondo (D)   | Gina Raimondo - 52,6%       | Allan Fung - 37,2%             | Joe Trillo (I) - 4,4% Bill Gilbert - 2,7% Luis-Daniel Munoz (I) - 1,6% Anne Armstrong - 1,1% | Gina Raimondo (D)                                                     |                            |                    |
| Tennessee        |                     | Bill Haslam (R)             | Karl Dean - 38,5%              | Bill Lee - 59,6%                                                                             |                                                                       |                            | Bill Lee (R)       |
| Texas            | Greg Abbott (R)     | Lupe Valdez - 42,5%         | Greg Abbott - 55,8%            | Mark Tippetts (L) - 1,7%                                                                     | Greg Abbott (R)                                                       |                            |                    |
| Vermont          | Phil Scott (R)      | Christine Hallquist - 40,2% | Phil Scott - 55,2%             | Trevor Barlow (I) - 1,2%                                                                     | Phil Scott (R)                                                        |                            |                    |
| Wisconsin        | Scott Walker (R)    | Tony Evers - 49,5%          | Scott Walker - 48,4%           |                                                                                              |                                                                       | Tony Evers (D)             |                    |
| Wyoming          | Matt Mead (R)       | Mary Throne - 27,5%         | Mark Gordon - 67,1%            | Rex Rammell (C) - 3,3% Lawrence Struempf (L) - 1,5%                                          |                                                                       | Mark Gordon (R)            |                    |

## DC e Territori
| Territorio                    | Governatore uscente | Governatore uscente | Democratici                  | Repubblicani             | Altri                                                                    | Governatore eletto    | Governatore eletto |
| ----------------------------- | ------------------- | ------------------- | ---------------------------- | ------------------------ | ------------------------------------------------------------------------ | --------------------- | ------------------ |
| Distretto di Columbia         |                     | Muriel Bowser (D)   | Muriel Bowser - 76,4%        | -                        | Ann Wilcox (V) - 9,3% Dustin Canter (I) - 6,9% Martin Moulton (L) - 3,4% |                       | Muriel Bowser (D)  |
| Guam                          |                     | Eddie Calvo (R)     | Lou Leon Guerrero - 50,8%    | Ray Tenorio - 26,4%      | Frank Aguon (D-Write-in) - 22,8%                                         | Lou Leon Guerrero (D) |                    |
| Isole Marianne Settentrionali | Ralph Torres (R)    | -                   | Ralph Torres - 62,2%         | Juan Babauta (I) - 37,8% |                                                                          | Ralph Torres (R)      |                    |
| Isole Vergini Americane       |                     | Kenneth Mapp (I)    | Albert Bryan - 54,5% (Ball.) | -                        | Kenneth Mapp - 45,1% (Ball.)                                             |                       | Albert Bryan (D)   |